# Петрова Гута
Петрова Гута (рос. Петрова Гута) — присілок в Климівському районі Брянської області Російської Федерації.
Населення становить 82 особи. Входить до складу муніципального утворення Чуровицьке сільське поселення.

## Історія
Населений пункт розташований у межах українського етно-культурного регіону Стародубщини.
Від 2005 року входить до складу муніципального утворення Чуровицьке сільське поселення.

## Населення
| 2010 | 2013 |
| ---- | ---- |
| 86   | ↘82  |